# Markus Roth (Jurist)
Markus Roth (* 1968) ist ein deutscher Rechtswissenschaftler und Professor für Bürgerliches Recht, Arbeitsrecht, Deutsches und Europäisches Handels- und Wirtschaftsrecht an der Philipps-Universität Marburg.

## Leben
Roth studierte Rechtswissenschaft an der Universität Konstanz und schloss das Studium 1994 mit dem Ersten Juristischen Staatsexamen ab. Nach dem Referendariat im Bezirk des OLG Hamburg legte er 1997 dort das zweite Staatsexamen ab. Von 1997 bis 2000 war er Wissenschaftlicher Assistent am Max-Planck-Institut für ausländisches und internationales Privatrecht. 2000 promovierte Markus Roth mit summa cum laude an der Universität Hamburg. Von 2000 bis 2002 war er Assistent an der Universität Bremen und 2002 bis 2009 Wissenschaftlicher Referent am Max-Planck-Institut für ausländisches Privatrecht. 2007 war er zugleich Fellow in Cambridge. Im Jahr 2008 folgte die Habilitation an der Universität Hamburg. 2008 war er auch Sekretär der Abteilung Wirtschaftsrecht beim Deutschen Juristentag. Für die Habilitation wurde er 2009 mit dem Zukunftspreis des Deutschen Instituts für Altersvorsorge ausgezeichnet.
2008 und 2009 war Roth zunächst Gastprofessor an der Universität in Marburg und ist seither Ordinarius. Seine Forschungsschwerpunkte sind Gesellschaftsrecht (Aktienrecht und Personengesellschaftsrecht), Corporate Governance, Private Altersvorsorge, Arbeitsrecht, Bank- und Kapitalmarktrecht, Zivilrecht, Rechtsvergleichung.